# تپه قلخانچک شاتوتیا
تپه قلخانچک شاتوتیا مربوط به عصر مس - عصر مفرغ - هزاره سوم قبل از میلاد - عصر آهن - دوره ساسانیان است و در شهرستان سرپل ذهاب، بخش مرکزی، دهستان دشت ذهاب، ۱۵۰ متری جنوب شرق روستای قلخانچک شاتوتیا واقع شده و این اثر در تاریخ ۲۷ اسفند ۱۳۸۷ با شمارهٔ ثبت ۲۶۲۹۱ به‌عنوان یکی از آثار ملی ایران به ثبت رسیده است.